# Contea di Marsico
La contea di Marsico fu una contea normanna nel Regno di Sicilia; aveva per capoluogo Marsico, oggi Marsico Nuovo, che si trova nella parte sud-occidentale della attuale Basilicata. 

## Storia
Fu elevata a contea da Ruggero II, re di Sicilia nel 1150 in favore di Silvestro, figlio di Goffredo di Ragusa, figlio illegittimo di Ruggero I, Conte di Sicilia. 
Il Catalogus Baronum, pubblicato il 1168, registra la contea come "comes Silvester de Marsico" che ha in feudo "in demanio Marsicum ... Roccettam ... et ... et Dianum Salam ..." in "de Marsico". 
La contea fu poi concessa ai conti di Sanseverino, che discendevano da una figlia del conte Silvestro.  Manfredi re di Sicilia nominò Conte di Marsico, Enrico di Spernaria e poi Riccardo Filangieri. Dopo la caduta del re Manfredi, la contea è stata restituita alla famiglia Sanseverino da  Carlo I re di Sicilia.

## Conti di Marsico
- Silvestro (1150-), ministro del re Guglielmo I di Sicilia.
- Isabella Guarna, figlia di Silvestro, che portò in dote la contea al marito:
  - Guglielmo Sanseverino (m. 1190)
- Tommaso Sanseverino (m. 1246), conte di Marsico (dal 1241); partecipò alla congiura contro Federico II; rifugiatosi a Capaccio, fu catturato e giustiziato; la contea confiscata.
- Enrico di Spernaria (1256)
- Riccardo Filangieri (1260 circa)
- Ruggero II Sanseverino (1266-1286)
- Enrico Sanseverino (1286-1314), conte di Marsico, fu Gran Connestabile del Regno di Napoli nel 1313.
- Tommaso II Sanseverino (1314 - 1324), conte di Marsico, conte di Tricarico per matrimonio, in seconde nozze, con Sveva de Bethsan, barone di Sanseverino, signore di Centola, Polla e Cuccaro dal 1291, signore di Atena dal 1295, signore di Postiglione dal 1295 (ma rinuncia nel 1298), signore di Sanza dal 1294, signore di San Severino di Camerota, Casal Boni Ripari, Pantoliano, Castelluccio, Cosentino, Corbella, Monteforte (di Vallo), Serre e Padula dal 1301, signore di Policastro dal 1305; ebbe la conferma sull'intera baronia del Cilento, Diano, Lauria, Sant'Angelo a Fasanella e Magliano Vetere.
- Tommaso III Sanseverino (1314-1358) conte di Marsico, barone di Sanseverino e del Cilento,
- Antonio Sanseverino (1358-1384) che sposò Isabelle de Baux, figlia di Bertrando conte di Andria
- Tommaso IV Sanseverino (1384-1387)
- Ludovico Sanseverino (1387-1400)
- Giovanni Sanseverino (1400-1445)
- Roberto Sanseverino (1445-1474), I principe di Salerno
- Antonello Sanseverino (1474-1499), grande ammiraglio del Regno di Napoli (1477), capo della Congiura dei baroni (1485). Sposò Costanza di Montefeltro, figlia di Federico Duca di Urbino.
- Roberto II Sanseverino (1499-1509), sposò Maria d'Aragona, figlia di Alfonso, fratello di Ferdinando il Cattolico.
- Ferdinando o Ferrante Sanseverino (1507-1572)  entrato in contrasto col viceré di Napoli fu esiliato nel 1552 ed i suoi feudi furono messi in vendita.